# 아스케르순드시

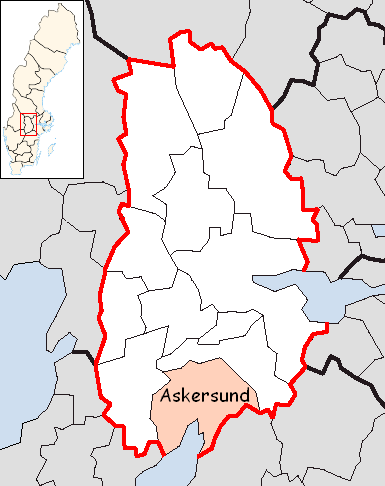
아스케르순드 시의 위치

아스케르순드시(스웨덴어: Askersunds kommun)는 스웨덴 외레브로주에 위치한 지방 자치체로 행정 중심지는 아스케르순드이며 면적은 1,019.74km2, 인구는 11,282명(2016년 12월 31일 기준), 인구 밀도는 11명/km2이다.

시 문장